# Neotipo
Il neotipo, in tassonomia, è un esemplare su cui si basa la descrizione di un tipo nomenclaturale che designa una specie in assenza di un olotipo o di altri esemplari sostitutivi.

## Zoologia
In ambito zoologico, la designazione di un neotipo è regolamentata dall'articolo 75 del Codice Internazionale di Nomenclatura Zoologica e si applica nei seguenti casi:
- perdita, distruzione o irreperibilità dell'olotipo designato dall'autore originario;
- mancata designazione di un olotipo da parte dell'autore originario;
- assenza di lectotipi, paratipi e sintipi che possano sostituire l'olotipo. Ad ogni modo, l'esistenza di paratipi o paralectotipi non preclude la designazione di un neotipo.